# Yvan Muller

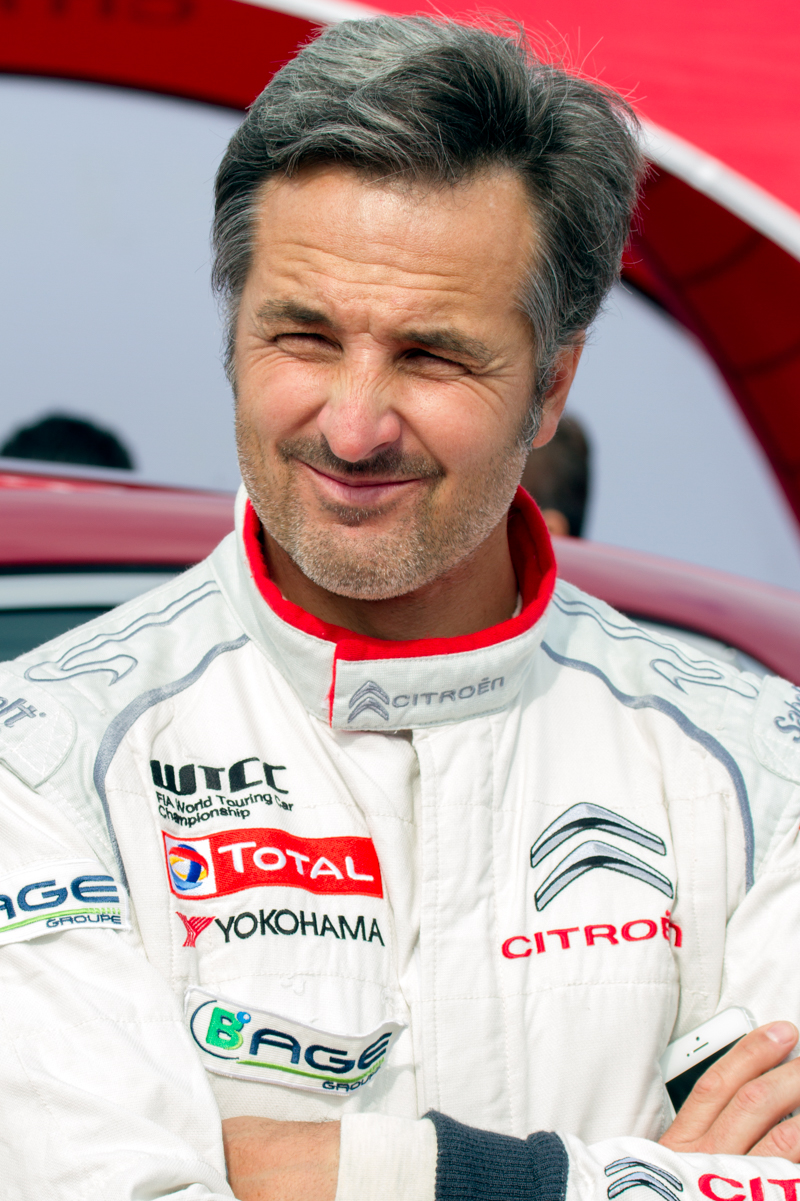
Yvan Muller (2014)

Yvan Charles Muller (* 16. August 1969 in Altkirch) ist ein französischer Automobilrennfahrer. Nach einigen Jahren im Kart- und Formelsport ist Muller seit 1994 im Tourenwagensport aktiv. 1995 gewann er die französische Supertourenwagenmeisterschaft. Von 1998 bis 2005 trat Muller in der British Touring Car Championship (BTCC) an. Dabei gelang ihm 2003 der Gesamtsieg und er wurde viermal Vizemeister. Von 2006 bis 2016 trat Muller in der Tourenwagen-Weltmeisterschaft (WTCC) an. Er ist viermaliger Tourenwagen-Weltmeister (2008, 2010, 2011, 2013). In der Eisrennserie Trophée Andros gewann Muller zehnmal die Gesamtwertung.

## Karriere

### Kartsport (bis 1987)
Muller begann seine Motorsportkarriere im Kartsport, in dem er bis 1987 aktiv blieb. 1984 wurde er Zweiter der Juniorenweltmeisterschaft. 1986 gewann er die Europameisterschaft in der Formel Super A. 1986 erreichte er den dritten, 1987 den zweiten Platz in der französischen Elite-Meisterschaft.

### Formelsport (1988–1993)
1988 debütierte Muller im Formelsport. Für BSL Compétition startete er in der französischen Formel Renault. Mit drei Siegen aus zwölf Rennen beendete er die Saison auf dem dritten Meisterschaftsplatz. 1989 wechselte Muller in die Formel 3 und ging für die Ecurie Elf an den Start. In der französischen Formel-3-Meisterschaft lag er auf dem vierten Gesamtrang. Er stand dabei dreimal auf dem Podium. Beim Europacup wurde er Fünfter. 1990 trat er für verschiedene Teams zu Formel-3-Rennen an. In der französischen Formel-3-Meisterschaft gelang ihm sein erster Sieg. In der Gesamtwertung schloss er das Jahr auf dem sechsten Platz ab. Darüber hinaus bestritt er ein Rennen der italienischen Formel-3-Meisterschaft und wurde Dritter beim Europacup. 1991 bestritt Muller seine dritte Saison in der französischen Formel-3-Meisterschaft für CYM. Mit drei Podest-Platzierungen beendete er die Meisterschaft auf dem siebten Platz. Beim Monaco-Formel-3-Grand-Prix wurde er Fünfter.
1992 wechselte Muller zu Omegaland Racing in die britische Formel-2-Meisterschaft. Er gewann vier Rennen und stand bei neun Teilnahmen insgesamt siebenmal auf dem Podium. Muller entschied die Meisterschaft für sich. Darüber hinaus trat er für Omegaland Racing zum Weltcup der Formel 3000 an. Dabei wurde er Achter. 1993 ging Muller für Omegaland in der internationalen Formel-3000-Meisterschaft an den Start. Mit einem fünften Platz als bestem Resultat wurde er 19. in der Fahrerwertung. Darüber hinaus debütierte Muller 1993 beim 24-Stunden-Rennen von Le Mans. Für Didier Bonnet startend fuhr er einen Debora SP93. Das Fahrzeug erreichte nicht das Ziel.

### Supertourenwagen (1994–1997)
1994 verließ Muller den Formelsport und wechselte in den Tourenwagen. Für BMW Fina Oreca fuhr er in einem BMW 318is der französischen Supertourenwagenmeisterschaft. Mit zwei Siegen beendete er seine erste Saison auf dem dritten Rang. Beim FIA-Tourenwagen-Weltcup erreichte er Platz sieben. 1995 gewann Muller die Hälfte aller Rennen der französischen Supertourenwagenmeisterschaft. Mit 131 zu 128 Punkten setzte er sich schließlich gegen Éric Hélary durch und wurde Meister. Beim FIA-Tourenwagen-Weltcup belegte er den vierten Platz.
1996 wechselte Muller zu einem Audi-Rennstall und fuhr in einem Audi A4 in der italienischen Supertourenwagenmeisterschaft. Er stand neunmal auf dem Podest ohne ein Rennen zu gewinnen und schloss die Meisterschaft auf dem vierten Platz ab. Darüber hinaus bestritt er ein Rennen der spanischen Supertourenwagenmeisterschaft. Außerdem nahm Muller 1996 erneut beim 24-Stunden-Rennen von Le Mans teil. Für Rocket Sports Racing fuhr er einen Ferrari 333SP LM. Er schaffte es erneut nicht ins Ziel. 1997 trat Muller in einem Audi A4 in der deutschen Supertourenwagenmeisterschaft an. Er wurde Gesamtsiebter und unterlag damit intern Emanuele Pirro, der den sechsten Platz belegte.

### BTCC (1998–2005)
1998 wechselte Muller in die British Touring Car Championship (BTCC) und startete für Audi Sport UK. Muller wurde zweimal Dritter und einmal Zweiter. In der Meisterschaft erreichte er damit den siebten Platz. 1999 erhielt Muller ein Cockpit beim Vauxhall-Werksteam Triple Eight Race Engineering. Muller gelang ein Sieg. Insgesamt stand er fünfmal auf dem Podium. In der Fahrerwertung verbesserte er sich auf den sechsten Rang. In beiden Jahren setzte sich Muller teamintern durch.

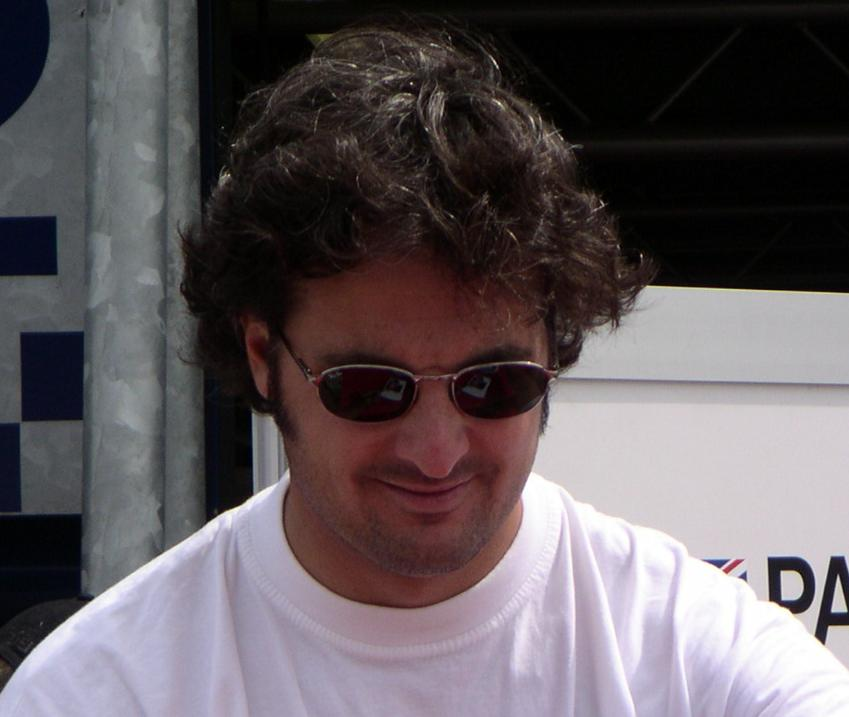
Yvan Muller im Jahr seines BTCC-Gesamtsiegs (2003)

2000 gewann Muller drei Rennen und gehörte zu einer Gruppe von Piloten, die nach dem Meister Alain Menu die zweitmeisten Rennen für sich entschieden haben. Muller schloss die Saison auf dem vierten Platz ab und war erneut der beste Pilot seines Teams. Darüber hinaus nahm Muller 2000 an einem Rennen der V8 Supercars in Australien teil. 2001 duellierte sich Muller bei Vauxhall mit seinem Teamkollegen Jason Plato um den Meistertitel. Muller gewann zehn, Plato neun Rennen. In der Fahrerwertung unterlag Muller Plato mit 318 zu 336 Punkten. Außerdem nahm Muller 2001 für N.Technology in einem Alfa Romeo 156 an einer Veranstaltung der ETCC teil. Dabei gelang ihm ein Sieg.
2002 erhielt Muller bei Vauxhall mit James Thompson einen neuen Teamkollegen. Muller gewann fünf Rennen, während Thompson sechs für sich entschied. In der Meisterschaft gab sich Muller am Saisonende erneut seinem Teamkollegen geschlagen und wurde mit 163 zu 183 Punkten erneut Vizemeister. Darüber hinaus wurde Muller 2002 Fünfter im französischen Porsche Carrera Cup und er trat erneut zu Rennen der V8 Supercars an. 2003 erhielten Muller und Thompson mit Paul O’Neill einen weiteren Teamkollegen. Muller war mit sechs Siegen der Fahrer, der die meisten Rennen für sich entschieden hatte. Am Saisonende setzte er sich gegen Thompson mit 233 zu 199 Punkten durch und gewann erstmals den Meistertitel der BTCC. O’Neill wurde mit 138 Punkten Vierter. Darüber hinaus nahm Muller 2003 für SEAT Sport an zwei Rennwochenenden der ETCC teil.
2004 entschied Muller mit fünf Siegen ein Rennen mehr als sein Teamkollege Thompson für sich. Erneut gab es ein Duell unter Teamkollegen um den Meistertitel. Schlussendlich unterlag Muller mit 273 zu 274 Punkten knapp Thompson und wurde Vizemeister. Luke Hines, neuer Teamkollege der beiden, lag mit 115 Punkten auf der zehnten Position. Außerdem fuhr Muller erneut ein V8-Supercars-Rennen. 2005 bestritt Muller seine achte BTCC-Saison und ging abermals für Vauxhall an den Start. Er gewann acht Rennen und wurde zum vierten Mal Vizemeister. Diesmal unterlag er Matt Neal mit 273 zu 316 Punkten. Teamintern setzt sich Muller gegen Colin Turkington (174 Punkte, Platz 6) und Gavin Smith (86 Punkte, Platz 10) durch. Bei zwei Starts in der V8 Supercars gelang Muller zudem ein Sieg. Darüber hinaus absolvierte er zwei Gaststarts in der französischen GT-Meisterschaft.

### WTCC (2006–2015)

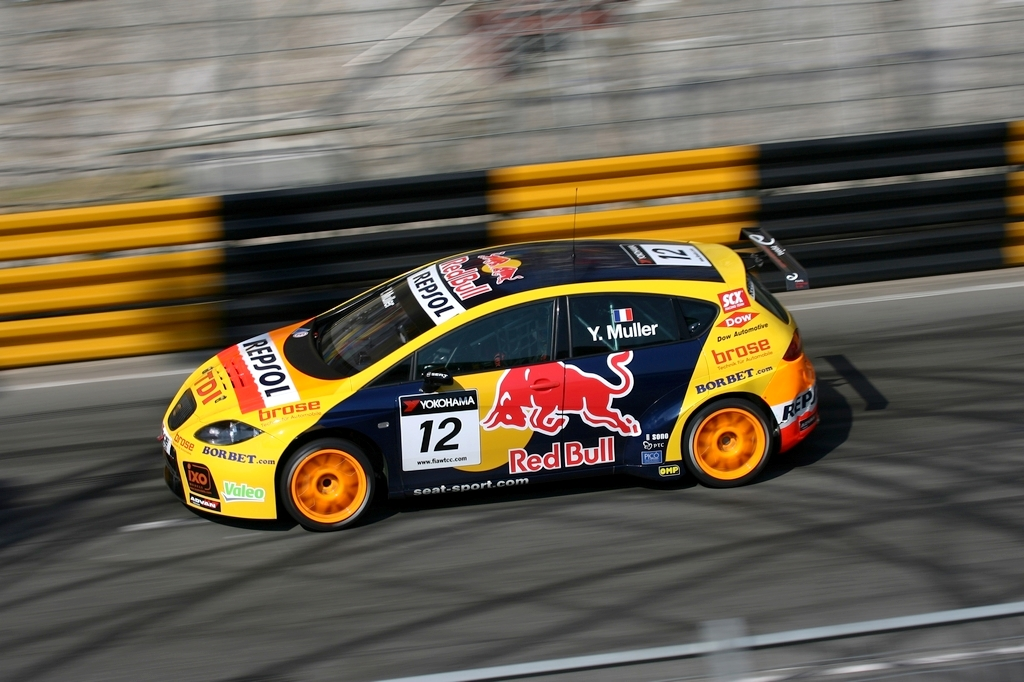
Yvan Muller in einem SEAT Léon 2008 in Macau

2006 erhielt Muller einen Platz im sechsköpfigen Fahrerkader von SEAT Sport in einem SEAT León in der Tourenwagen-Weltmeisterschaft (WTCC). Bereits bei den ersten zwei Saisonrennen in Monza stand er als Zweiter auf dem Podest. Im fünften Rennen in Brands Hatch gewann Muller sein erstes WTCC-Rennen. Muller stand 2006 insgesamt siebenmal auf dem Podium und schloss die Saison als bester SEAT-Pilot auf dem vierten Rang ab. 2007 gehörte Muller zu drei Piloten, die in der WTCC bei jeder Veranstaltung für SEAT Sport an den Start gingen. 
Ab dem siebten Rennen wechselte Muller auf den SEAT Léon TDI, der mit einem Turbodieselmotor ausgestattet war. Bei der zweiten Veranstaltung mit dem neuen Fahrzeug in Oschersleben gelang ihm sein erster Saisonsieg. Es war zudem der erste Sieg eines Rennwagens mit Diesel-Motor in einer FIA-Weltmeisterschaft. Im weiteren Saisonverlauf entschied Muller zudem ein Rennen in Monza für sich. Mit insgesamt fünf Podest-Platzierungen schloss er die Saison auf dem zweiten Platz ab. Mit 81 zu 92 Punkten unterlag er BMW-Pilot Andy Priaulx.
2008 setzte SEAT Sport fünf Fahrer durchgängig ein. Muller gewann den Saisonauftakt in Curitiba und im weiteren Saisonverlauf je ein Rennen in Imola und Monza. Nur bei zwei Rennen schaffte es Muller nicht in die Top-10. Er stand neunmal auf dem Podium. Muller entschied die Weltmeisterschaft erstmals für sich. Mit 114 zu 88 Punkten setzte er sich gegen seinen Teamkollegen Gabriele Tarquini durch. 2009 bestritt Muller seine vierte WTCC-Saison für SEAT Sport, deren Fahrerkader unverändert blieb. Er gewann je ein Rennen in Curitiba, Puebla, Valencia und Imola. Insgesamt elfmal schaffte er es auf das Podest. Mit 123 zu 127 Punkten unterlag er am Saisonende seinem Teamkollegen Tarquini.

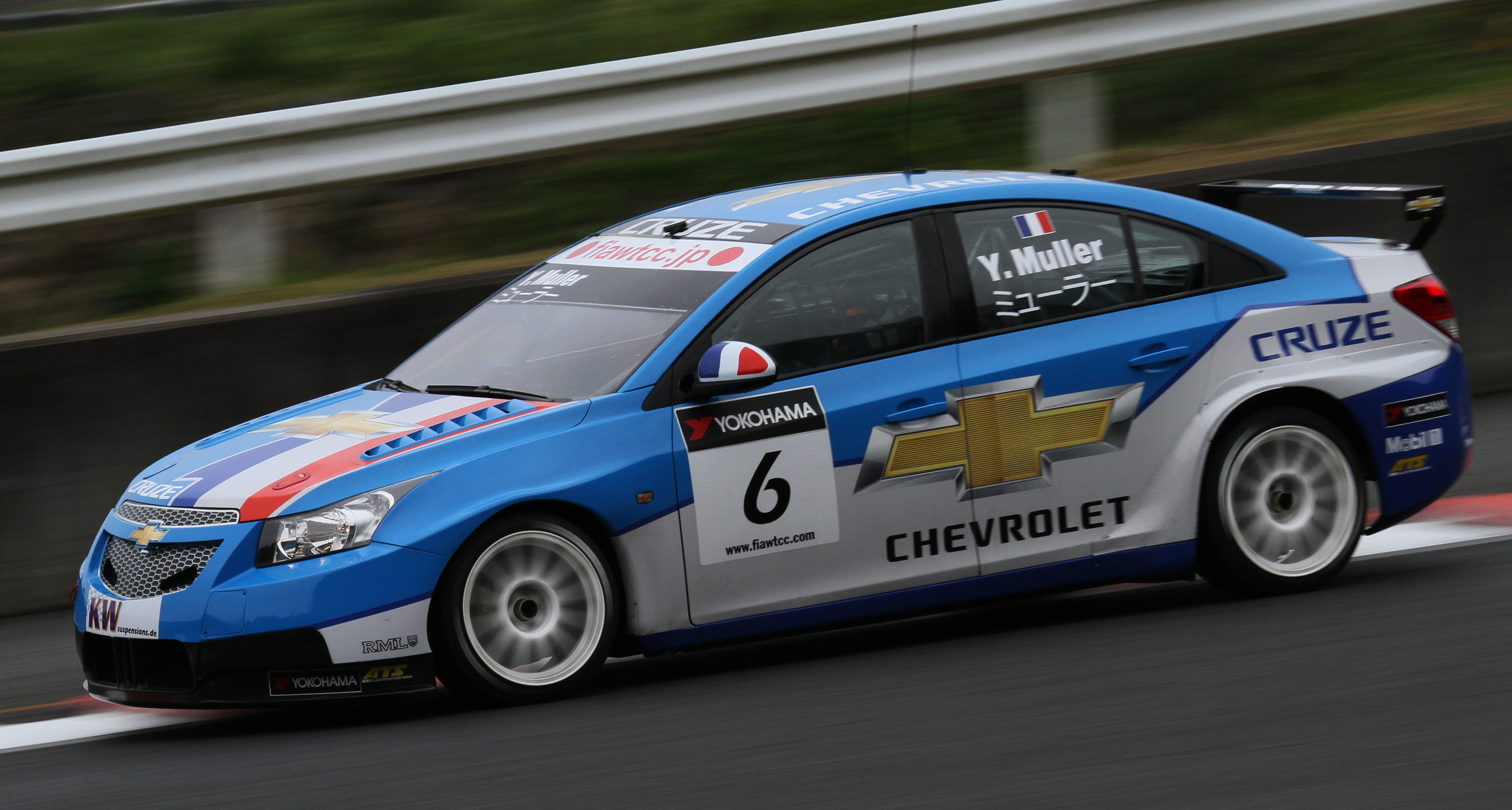
Muller im Chevrolet Cruze in Japan 2010

2010 wechselte Muller zu RML, die das Werksteam von Chevrolet betreuten, und fuhr einen Chevrolet Cruze. Er bildete ein Fahrertrio mit Rob Huff und Alain Menu. Muller gewann den Saisonauftakt in Curitiba sowie je ein Rennen in Monza und Brands Hatch. Er stand insgesamt 14 mal auf dem Podium und schaffte es nur bei zwei Rennen nicht in die Top-6. Muller setzte sich mit 331 zu 276 Punkten gegen Tarquini durch und gewann seinen zweiten Weltmeistertitel. Darüber hinaus bestritt Muller Rennen in der V8 Supercars Series, der TC2000 und der französischen GT-Meisterschaft. Außerdem nahm er erstmals an einer Rallye der Rallye-Weltmeisterschaft (WRC) teil. 2011 gewann Muller acht Rennen. Er entschied beide Läufe in Donington und Valencia sowie je ein Rennen in Mogyoród, Brünn, Oschersleben und Shanghai für sich. Bei 19 von 24 Rennen stand er auf dem Podium und nur einmal schaffte er es nicht in die Top-5. Muller verteidigte die Fahrerweltmeisterschaft mit 433 zu 430 Punkten knapp vor seinem Teamkollegen Huff. Da Menu mit 323 Punkten Dritter wurde, belegte Chevrolet in diesem Jahr die ersten drei Plätze in der Weltmeisterschaft. Außerdem fuhr Muller erneut eine Rallye. Zudem wurde er Dritter der Belgian Touring Car Series (BTCS).

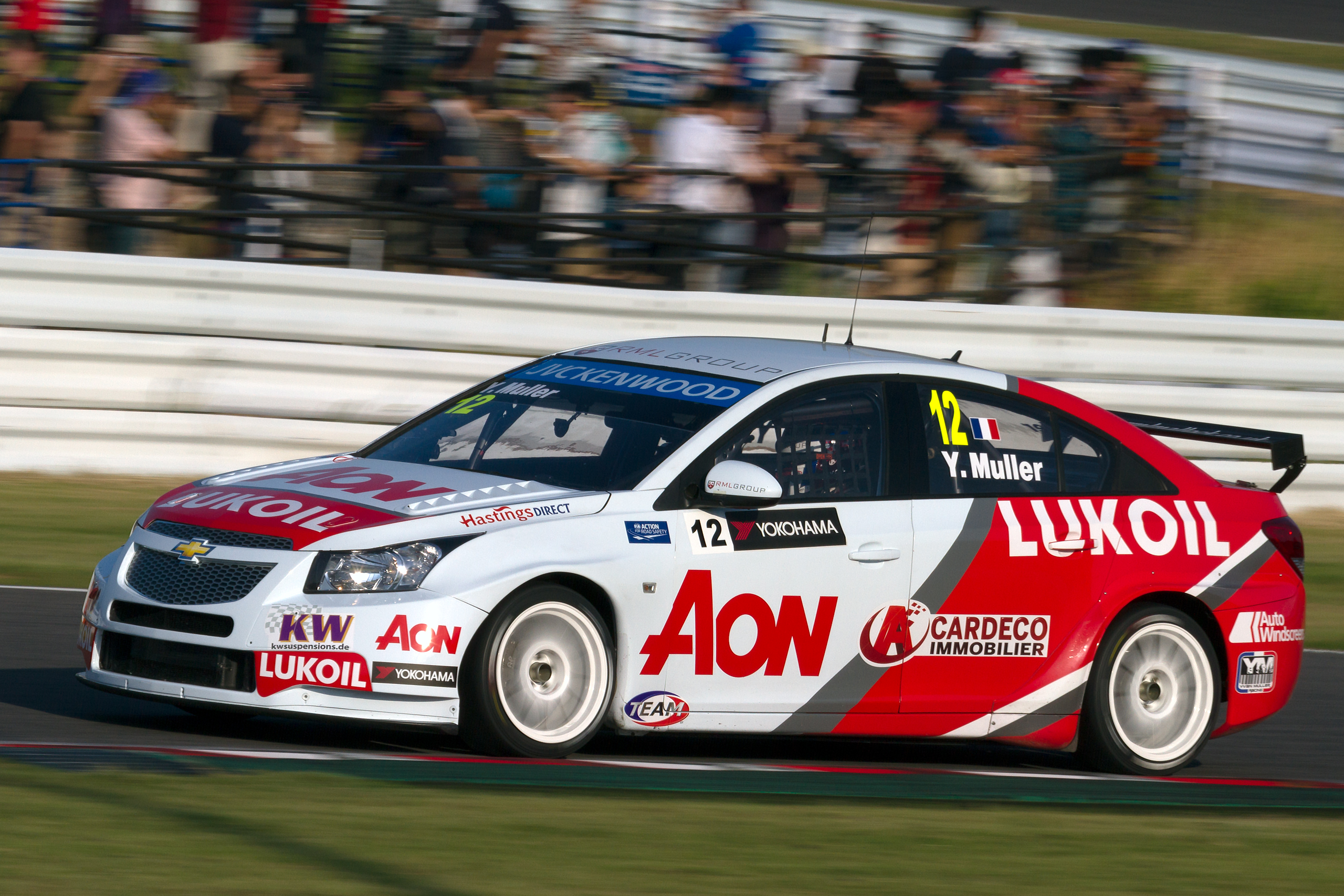
Muller im Chevrolet Cruze in Japan 2013

2012 startete Muller mit drei Siegen, zwei in Monza, einer in Valencia, in die Saison. Auch in Marrakesch, Mogyoród, Portimão, Curitiba, Sonoma und Macau gewann er je ein Rennen. Obwohl Muller mit insgesamt neun Siegen am Saisonende der Fahrer mit den meisten Siegen war und damit einen neuen Rekord für Siege innerhalb einer Saison aufstellte, verlor er die Führung in der Weltmeisterschaft im 21. von 24 Rennen an seinem Teamkollegen Huff. Zudem fiel er später noch hinter Menu zurück. Mit 393 Punkten wurde Muller Dritter und lag damit hinter Huff (413 Punkte) und Menu (401 Punkte). Darüber hinaus fuhr Muller erneut eine WRC-Rallye und er absolvierte Gaststarts in der Euro-Racecar NASCAR Touring Series.
2013 blieb Muller bei RML. Chevrolet hatte sein Werksengagement beendet und RML setzte zwei Chevrolet Cruze 1.6T privat ein. Neuer Teamkollege von Muller wurde Tom Chilton. Wie im Vorjahr gewann Muller die ersten zwei Rennen in Monza. In Mogyoród, Wolokolamsk, Porto, Río Hondo und Macau folgten weitere Siege. Mit sieben Siegen war Muller erneut der Fahrer mit den meisten Siegen. Muller entschied die Weltmeisterschaft mit 431 zu 242 Punkten gegen Tarquini dominant für sich. Sein Teamkollege Chilton, der zwei Siege erzielt hatte, holte mit 213 Punkten weniger als die Hälfte von Mullers Punkten. 2013 nahm Muller außerdem an einigen Rennen der Belgian Racing Car Championship (BRCC) teil.

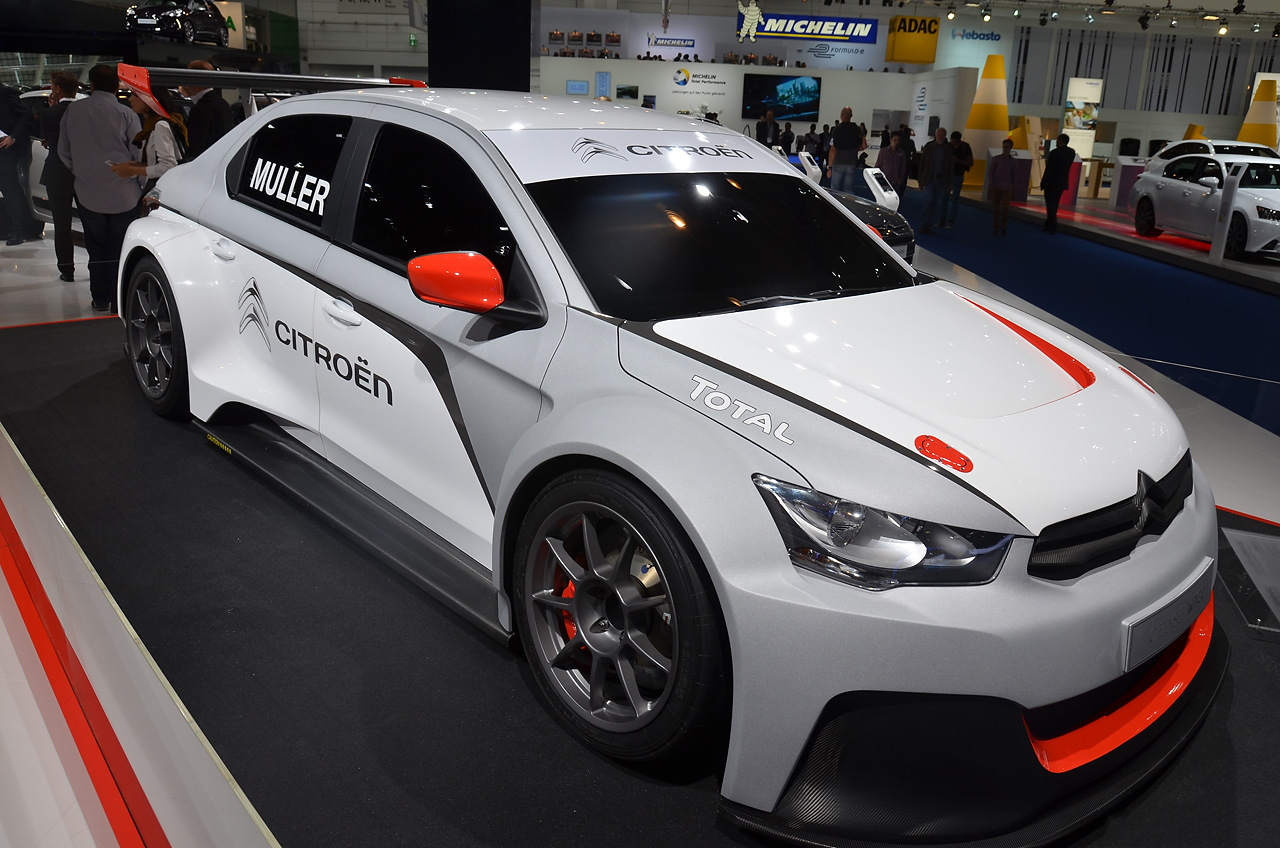
Citroën C-Elysée WTCC von Muller, auf der IAA 2013

2014 trat Muller für Citroën Total WTCC in eine Citroën C-Elysée WTCC an. Citroën war neu in die Meisterschaft eingestiegen und seine Teamkollegen waren Sébastien Loeb und José María López, die beide ihre erste vollständige Saison bestritten. Beim dritten Rennen in Le Castellet gelang Muller sein erster Sieg für Citroën. Weitere Siege gelangem ihm auf dem Hungaroring, dem Salzburgring und in Spa-Francorchamps. Muller erreichte 13 Podest-Platzierungen und wurde Zweiter in der Weltmeisterschaft. Damit unterlag er seinem Teamkollegen López mit 336 zu 462 Punkten. Darüber hinaus nahm er erneut an einigen Rennen der BRCC teil. Dabei gelang ihm ein Sieg. 2015 blieb Muller bei Citroën in der Tourenwagen-Weltmeisterschaft. In Marrakesch, auf dem Nürburgring, in Wolokolamsk, Orechová Potôň, Shanghai und Doha gewann er je ein Rennen. Wie im Vorjahr unterlag er seinem Teamkollegen López und wurde Gesamtzweiter. Muller hatte 357, López 475 Punkte.

## Sonstiges
Muller gewann zehnmal die Eisrennserie Trophée Andros. 1996 und 1997 mit einem BMW 318i Compact, von 1998 bis 2002 mit einem Opel Tigra und von 2004 bis 2006 mit einem Kia Rio.

## Persönliches
Yvan Mullers Schwester Cathy Muller war ebenfalls im Motorsport aktiv und nahm unter anderem am 24-Stunden-Rennen von Le Mans teil.

## Statistik

### Karrierestationen
- 1988: Französische Formel Renault (Platz 3)
- 1989: Französische Formel 3 (Platz 4)
- 1990: Französische Formel 3 (Platz 6)
- 1990: Italienische Formel 3
- 1991: Französische Formel 3 (Platz 7)
- 1992: Britische Formel 2 (Meister)
- 1993: Formel 3000 (Platz 19)
- 1994: Französische Supertourenwagen (Platz 3)
- 1995: Französische Supertourenwagen (Meister)
- 1996: Italienische Supertourenwagen (Platz 4)
- 1996: Spanische Supertourenwagen
- 1997: Deutsche Supertourenwagen (Platz 7)
- 1998: BTCC (Platz 7)
- 1999: BTCC (Platz 6)
- 2000: BTCC (Platz 4)
- 2000: V8 Supercars (Platz 33)
- 2001: BTCC (Platz 2)
- 2001: ETCC (Platz 24)
- 2002: BTCC (Platz 2)
- 2002: Französischer Porsche Carrera Cup (Platz 5)
- 2002: V8 Supercars
- 2003: BTCC (Meister)
- 2003: ETCC (Platz 29)
- 2004: BTCC (Platz 2)
- 2004: V8 Supercars
- 2005: BTCC (Platz 2)
- 2005: V8 Supercars (Platz 38)
- 2006: WTCC (Platz 4)
- 2007: WTCC (Platz 2)
- 2008: WTCC (Meister)
- 2009: WTCC (Platz 2)
- 2010: WTCC (Meister)
- 2010: V8 Supercars
- 2010: TC2000 (Platz 26)
- 2010: Französische GT-Meisterschaft
- 2010: WRC
- 2011: WTCC (Meister)
- 2011: BTCS, S2 (Platz 3)
- 2011: WRC
- 2012: WTCC (Platz 3)
- 2012: WRC
- 2013: WTCC (Meister)
- 2013: BRCC, Short (Platz 5)
- 2014: WTCC (Platz 2)
- 2014: BRCC, Endurance (Platz 4)
- 2015: WTCC (Platz 2)

### Le-Mans-Ergebnisse
| Jahr | Team                 | Fahrzeug         | Teamkollege     | Teamkollege     | Platzierung | Ausfallgrund |
| ---- | -------------------- | ---------------- | --------------- | --------------- | ----------- | ------------ |
| 1993 | Didier Bonnet        | Debora SP93      | Gérard Tremblay | Georges Tessier | Ausfall     | Motorschaden |
| 1996 | Rocket Sports Racing | Ferrari 333SP LM | Andy Evans      | Fermín Vélez    | Ausfall     | kein Benzin  |

### Einzelergebnisse in der Tourenwagen-Weltmeisterschaft (WTCC)
| Jahr | Team               | 1   | 2   | 3   | 4   | 5   | 6   | 7   | 8   | 9   | 10  | 11  | 12  | 13  | 14  | 15  | 16  | 17  | 18  | 19  | 20  | 21   | 22  | 23  | 24  | Punkte | Rang |
| ---- | ------------------ | --- | --- | --- | --- | --- | --- | --- | --- | --- | --- | --- | --- | --- | --- | --- | --- | --- | --- | --- | --- | ---- | --- | --- | --- | ------ | ---- |
| 2006 | SEAT Sport         | ITA | ITA | FRA | FRA | GBR | GBR | GER | GER | BRA | BRA | MEX | MEX | CZE | CZE | TUR | TUR | ESP | ESP | MAC | MAC |      |     |     |     | 62     | 4.   |
| 2006 | SEAT Sport         | 2   | 2   | 13  | 7   | 1   | 5   | 11  | 8   | 13  | 13  | 14  | DNF | 3   | 3   | 13  | DNF | 10  | 6   | 3   | 2   |      |     |     |     | 62     | 4.   |
| 2007 | SEAT Sport         | BRA | BRA | NED | NED | ESP | ESP | FRA | FRA | CZE | CZE | POR | POR | SWE | SWE | GER | GER | GBR | GBR | ITA | ITA | MAC  | MAC |     |     | 81     | 2.   |
| 2007 | SEAT Sport         | 8   | 4   | NC  | 12  | 3   | 4   | 2   | 6   | 6   | DNS | 4   | 5   | 6   | DNF | 1   | 5   | 4   | 5   | 1   | 5   | 27*  | DNS |     |     | 81     | 2.   |
| 2008 | SEAT Sport         | BRA | BRA | MEX | MEX | ESP | ESP | FRA | FRA | CZE | CZE | POR | POR | GBR | GBR | GER | GER | EUR | EUR | ITA | ITA | JPN  | JPN | MAC | MAC | 114    | 1.   |
| 2008 | SEAT Sport         | 1   | 5   | 6   | 4   | 4   | 8   | 2   | 7   | 8   | 5   | 3   | 2   | 2   | 11  | 11  | 8   | 1   | 5   | 1   | 4   | 7    | 6   | 3   | 2   | 114    | 1.   |
| 2009 | SEAT Sport         | BRA | BRA | MEX | MEX | MAR | MAR | FRA | FRA | ESP | ESP | CZE | CZE | POR | POR | GBR | GBR | GER | GER | ITA | ITA | JPN  | JPN | MAC | MAC | 123    | 2.   |
| 2009 | SEAT Sport         | 1   | 4   | 4   | 1   | 4   | 2   | 11  | 7   | 1   | 7   | 8   | 2   | 3   | 2   | DNF | 7   | NC  | 7   | 2   | 1   | 4    | 3   | 5   | 3   | 123    | 2.   |
| 2010 | Chevrolet          | BRA | BRA | MAR | MAR | ITA | ITA | BEL | BEL | POR | POR | GBR | GBR | CZE | CZE | GER | GER | ESP | ESP | JPN | JPN | MAC  | MAC |     |     | 331    | 1.   |
| 2010 | Chevrolet          | 1   | 4   | 6   | 2   | 4   | 1   | 2   | 5   | 2   | 2   | 1   | 5   | NC  | 12  | 3   | 3   | 2   | 2   | 2   | 2   | 2    | 4   |     |     | 331    | 1.   |
| 2011 | Chevrolet          | BRA | BRA | BEL | BEL | ITA | ITA | HUN | HUN | CZE | CZE | POR | POR | GBR | GBR | GER | GER | ESP | ESP | JPN | JPN | CHN  | CHN | MAC | MAC | 433    | 1.   |
| 2011 | Chevrolet          | 2   | 3   | 3   | DNF | 2   | 2   | 5   | 1   | 2   | 1   | 2   | 2   | 1   | 1   | 1   | 5   | 1   | 1   | 4   | 2   | 4    | 1   | 2   | 3   | 433    | 1.   |
| 2012 | Chevrolet          | ITA | ITA | ESP | ESP | MAR | MAR | SLK | SLK | HUN | HUN | AUT | AUT | POR | POR | BRA | BRA | USA | USA | JPN | JPN | CHN  | CHN | MAC | MAC | 393    | 3.   |
| 2012 | Chevrolet          | 12  | 1   | 1   | 8   | 34  | 1   | 10  | 2   | 1   | 10  | 2   | 8   | 12  | 5   | 1   | 4   | 13  | 14  | 2   | 6   | DNF2 | 13  | 12  | 3   | 393    | 3.   |
| 2013 | RML                | ITA | ITA | MAR | MAR | SLK | SLK | HUN | HUN | AUT | AUT | RUS | RUS | POR | POR | ARG | ARG | USA | USA | JPN | JPN | CHN  | CHN | MAC | MAC | 431    | 1.   |
| 2013 | RML                | 1   | 1   | 43  | 2   | 4   | 2   | 1   | 5   | 31  | 2   | 1   | 2   | 1   | 7   | 1   | 13  | 32  | 4   | 34  | DNF | 21   | 5   | 1   | 6   | 431    | 1.   |
| 2014 | Citroën Total WTCC | MAR | MAR | FRA | FRA | HUN | HUN | SLK | SLK | AUT | AUT | RUS | RUS | BEL | BEL | ARG | ARG | CHN | CHN | CHN | CHN | JPN  | JPN | MAC | MAC | 336    | 2.   |
| 2014 | Citroën Total WTCC | 34  | DNF | 1   | 2   | 1   | 5   | 103 | C   | 12  | DNF | 4   | 2   | 1   | 2   | 32  | 3   | 23  | 9   | 3   | DNF | DNF2 | 5   | 53  | 2   | 336    | 2.   |
| 2015 | Citroën Total WTCC | ARG | ARG | MAR | MAR | HUN | HUN | GER | GER | RUS | RUS | SLK | SLK | FRA | FRA | PRT | PRT | JPN | JPN | CHN | CHN | THA  | THA | QAT | QAT | 357    | 2.   |
| 2015 | Citroën Total WTCC | 2   | 11  | 5   | 1   | 21  | 7   | 3   | 1   | 1   | 6   | 1   | 3   | 2   | 4   | 7   | 2   | 5   | 15* | 25  | 1   | DNF3 | DNF | 6   | 1   | 357    | 2.   |

Legende
| Legende  | Legende            | Legende                                                          |
| Farbe    | Abkürzung          | Bedeutung                                                        |
| -------- | ------------------ | ---------------------------------------------------------------- |
| Gold     | –                  | Sieg                                                             |
| Silber   | –                  | 2. Platz                                                         |
| Bronze   | –                  | 3. Platz                                                         |
| Grün     | –                  | Platzierung in den Punkten                                       |
| Blau     | –                  | Klassifiziert außerhalb der Punkteränge                          |
| Violett  | DNF                | Rennen nicht beendet (did not finish)                            |
| Violett  | NC                 | nicht klassifiziert (not classified)                             |
| Rot      | DNQ                | nicht qualifiziert (did not qualify)                             |
| Rot      | DNPQ               | in Vorqualifikation gescheitert (did not pre-qualify)            |
| Schwarz  | DSQ                | disqualifiziert (disqualified)                                   |
| Weiß     | DNS                | nicht am Start (did not start)                                   |
| Weiß     | WD                 | zurückgezogen (withdrawn)                                        |
| Hellblau | PO                 | nur am Training teilgenommen (practiced only)                    |
| Hellblau | TD                 | Freitags-Testfahrer (test driver)                                |
| ohne     | DNP                | nicht am Training teilgenommen (did not practice)                |
| ohne     | INJ                | verletzt oder krank (injured)                                    |
| ohne     | EX                 | ausgeschlossen (excluded)                                        |
| ohne     | DNA                | nicht erschienen (did not arrive)                                |
| ohne     | C                  | Rennen abgesagt (cancelled)                                      |
| ohne     | keine WM-Teilnahme |                                                                  |
| sonstige | P/fett             | Pole-Position                                                    |
| sonstige | 1/2/3/4/5/6/7/8    | Punktplatzierung im Sprint-/Qualifikationsrennen                 |
| sonstige | SR/kursiv          | Schnellste Rennrunde                                             |
| sonstige | *                  | nicht im Ziel, aufgrund der zurückgelegten Distanz aber gewertet |
| sonstige | ()                 | Streichresultate                                                 |
| sonstige | unterstrichen      | Führender in der Gesamtwertung                                   |

- 1: Erster im Qualifying, 2: Zweiter im Qualifying,...